# Alexander Holzhay
Alexander Holzhay (* 20. September 1722 in Rappen bei Unteregg; † 25. März 1772 in Tussenhausen) war ein oberschwäbischer Orgelbauer. Holzhay erlernte sein Handwerk wohl bei Augustin Simnacher in Angelberg, dessen Tochter er 1754 heiratete. Später erbte er das sogenannte Untere Schlössle in Angelberg. Es gilt als sicher, dass sein Neffe Johann Nepomuk Holzhay aus Ottobeuren bei ihm die Lehre absolvierte.

## Werke
- Großkötz
- Inningen
- Schongau
- Landsberg am Lech
- Hammerstetten
- Wettenhausen
- Brixen, vermutlich auch in Kloster Neustift bei Brixen